# Внутрішній вовк (Дискавері)

## Про епізод
Внутрішній вовк — одинадцятий епізод американського телевізійного серіалу «Зоряний шлях: Дискавері», який відбувається приблизно за десять років до подій оригінального серіалу «Зоряний шлях» та показує війну між Федерацією й клінгонами. Епізод був написаний Т. Дж. Скоттом а режисувала Ліза Рендольф. Перший показ відбувся 14 січня 2018 року.

## Зміст
Екіпаж «Дискавері» працює над усуненням поломок. Стамец із незрячими очима в несвідомому стані сидячи тримає мертвого доктора Калбера. Бернем лякається самої себе — з кожним днем їй все легше грати двійника. Про це вона оповідає Тайлеру — що вовк всередині неї сильнішає. З Майкл зв'язується Тіллі і бажає їй триматися. Сару повідомляє — стан Стамеца не поліпшився. Майкл не повідомляє Сару про його двійника. Стамец підозрюється в убивстві Калбера і розміщений в медлабі у гамівній сорочці. Тіллі гаряче захищає Стамеца.
Майкл отримує наказ від імператора знайти і знищити оплот Опору, разом з ватажком «Вогневовком». Тайлер відміняє обстріл бази повстанців з орбіти і готується захопити їх сама.
Майкл веде бесіду щодо свого переміщення на планету із своїм ув'язненим капітаном. Кадетка Тіллі намагається покращити стан Стамеца допомогою спор. Бернем і Тайлер переміщуються на планету і здаються Опору — щоб вступити в перемовини. Вогневовк виявляється Воком, який просить «Пророка» Сарека прочитати думки Бернем. Майкл передає Сареку дані про своє перебування на Вулкані. «Пророк» оголошує — вона не завдасть повстанцям жодної шкоди. Бернем попереджає Опір про атаку і просить Вока пояснити як йому вдається тримати під контролем Опір, що складається з рас всього квадранта. Під час діалогу між Бернем і Вогневовком в Тайлері «пробуджується» псевдосвідомість і він атакує свого двійника. Тайлер переможений, повстанці відпускають його і Бернем.
Тіллі експериментально бореться за життя свідомого Стамеца. На «Шеньчжоу» Тайлер визнає, що був засланий на «Дискавері» клінгонами, які змінили його тіло і розум. Він також розкриває, що вбив доктора Калбера. Тайлер намагається вбити Бернем, її рятує келпіанець, який є рабом капітана в цьому світі. Тайлера відводять на страту. Перед тим, як телепортувати Тайлера у відкритий космос, Бернем ховає у нього в кишені дані про «Дефайєнт» і зголошується особисто привести вирок у виконання.
Свідомість Стамеца пробуджується в загадковому лісі і зустрічається з усвідомленням свого імперського двійника, який також знаходиться в комі.
Тайлера підбирає «Дискавері», де він потрапляє під арешт — Сару вже відома його справжня особистість. База повстанців піддається масивному бомбардуванню невідомого корабля, який виявляється флагманом Імперії. Бернем бачить імператора — Філіппу Джорджі, явно незадоволену непокорою Бернем.

## Сприйняття та відгуки
Станом на лютий 2021 року на сайті «IMDb» серія отримала 7.7 бала підтримки з можливих 10 при 3703 голосах користувачів. На «Rotten Tomatoes» 81 % схвалення при відгуках 16 експертів. Резюме виглядає так: «Захопливо як ніщо інше, „Внутріщній вовк“ занурюється глибоко в Дзеркальний Всесвіт і охоплює величезну кількість драматичного підгрунтя».
Оглядач «IGN» Скотт Коллура зазначав: «„Внутрішній вовк“ зробив крок вперед щодо кількох основних сюжетних моментів, що стало добрим поворотом подій. Особливо після того, як попередній епізод відчувався дещо інертним у цьому відношенні. Це в поєднанні з чудовими виступами та безліччю надзвичайно природних штрихів робить серію однією з найкращих епізодів Дискавері».
В огляді Кейті Берт для «Den of Geek» серію оцінено в 2 зірки з 5 та зазначено: «це шоу не виконало достатньо хорошої роботи з роз'яснення емоційної нагальності цілей, щоб стати вартою будь-якої з шпигунських драм».

## Цікавинки
В цій серії вступ закінчився аж по 14-й хвилині.

## Знімались
- Сонеква Мартін-Грін — Майкл Бернем
- Даг Джонс — Сару
- Шазад Латіф — Еш Тайлер
- Ентоні Репп — Пол Стамец
- Мері Вайзман — Сільвія Тіллі
- Джейсон Айзекс — капітан Габріель Лорка
- Вілсон Круз — Гаг Калбер
- Джеймс Фрейн — Сарек
- Мішель Єо — імператорка Джорджі
- Емілі Коутс — Кейла Детмер
- Двейн Мерфі — капітан Меддокс
- Тасія Валенса — голос комп'ютера «Шеньчжоу»
- Кріс Вайолетт — Брітч Вітон
- Ромейн Вайт — Трой Джануссі